# Still Star-Crossed
Still Star-Crossed è una serie televisiva statunitense ideata da Heather Mitchell e basata sul libro omonimo di Melinda Taub. La serie è prodotta dalla ShondaLand di Shonda Rhimes e dall'ABC Studios, e trasmessa dalla ABC durante la stagione televisiva del 2016-17. È stata trasmessa dal 29 maggio al 29 luglio 2017. È stata cancellata nel giugno 2017, dopo sette episodi trasmessi.
In Italia la serie è inedita.

## Trama
In seguito le morti di Romeo e Juliet, Rosaline Capulet viene promessa in sposa contro la sua volontà a Benvolio Montague. Mentre i due cercano di impedire il matrimonio e la distruzione delle loro famiglie in guerra, una società segreta conosciuta come "The Fiend" tenta di deporre il tormentato Principe Escalus incitando la guerra tra le due famiglie. 

## Personaggi e interpreti

### Principali
- Damiano Montecchi, interpretato da Grant Bowler. Patriarca della casata dei Montague e padre di Romeo, che cerca di accrescere il prestigio della sua famiglia con ogni mezzo necessario, ciò significa indebolire la casata dei Capulet.
- Benvolio Montague, interpretato da Wade Briggs. Il cugino perdigiorno di Romeo e nipote di Lord Montegue che diventa l'erede della casata dei Montague dopo la morte di Romeo.
- Count Paris interpretato da Torrance Coombs, l'erede al trono di Mantua e capo de "The Fiends". Dopo essere stato ferito da Romeo e nascosto da Lady Capulet, pianifica di annettere Verona a Mantua prendendo una Capulet come sposa.
- Frate Lorenzo, interpretato da Dan Hildebrand, un prete francescano  che sposa Romeo e Juliet su ordine di Lord Montague
- Rosaline Capulet, interpretata da Lashana Lynch., cugina di Juliet e nipote di Lord Capulet che diviene l'erede della casata dei Capulet dopo la morte di Juliet.
- Livia Capulet, interpretata da Ebonée Noel, sorella di Rosaline e nipote di Lord Capulet che cerca di sposare qualcuno appartenente ad una famiglia benestante, ignara che sua zia ha intenzione di usarla per legittimare il dominio di Paris su Verona.
- Principessa Isabella, interpretata da Medalion Rahimi, sorella e confidente di Escalus e Principessa di Verona, la cui preoccupazione principale è risolvere i problemi interni di Verona.
- Lady Giuliana Capuleti, interpretata da Zuleikha Robinson, moglie di Silvestro e madre di Juliet che schiera la casata dei Capulet alla Fiend in cambio del loro aiuto nell'orchestrare la distruzione della casata dei Montague.
- Principe Escalus, interpretato da Sterling Sulieman, il Principe di Verona che combatte per mantenere il controllo sulla tormentata città e per proteggere un'immagine di forza e unità al mondo.
- Balia, interpretata da Susan Wooldridge, la vecchia balia di Juliet e fedele servitrice della casata dei Capulet.
- Lord Silvestro Capulet, interpretato da Anthony Head, patriarca della casata dei Capulet e padre di Juliet, che desidera la dote matrimoniale da Lord Montague per impedire alla sua famiglia di andare in bancarotta.

### Secondari
- Romeo Montague, interpretato da Lucien Laviscount, unico figlio di Lord Montague. Sposa in segreto Juliet, ma si suicida dopo che Juliet inscena la sua morte. Il suo corpo viene profanato dai Fiend tentando di incitare i Monatague alla guerra, ma il Principe Escalus copre tutto l'accaduto.
- Juliet Capulet, interpretata da Clara Rugaard, l'unica figlia di Lord e Lady Capulet. Sposa Romeo in segreto e in seguito si suicida dopo che Romeo si uccide. Il suo fantasma continua a perseguitare i suoi genitori.
- Mercutio, interpretato da Gregg Chillin, amico di Romeo e Benvolio e un parente del Principe, ucciso da Tybalt.
- Tybalt Capulet, interpretato da Shazad Latif, uccide Mercutio e viene ucciso da Romeo, condannando questo a morte che portò Juliet ad inscenare la sua stessa morte.
- Truccio, interpretato da Llew Davies, un contadino apparentemente a servizio della casata dei Montague, che si scopre aver a che fare con la cospirazione.

## Episodi
| Stagione       | Episodi | Prima TV USA | Prima TV Italia |
| -------------- | ------- | ------------ | --------------- |
| Prima stagione | 7       | 2017         | inedita         |

## Produzione e cast
Nel maggio del 2016 l'emittente ABC ha annunciato la produzione della serie.
Il cast comprende Grant Bowler (Damiano Montecchi), Lashana Lynch (Rosaline), Wade Briggs (Benvolio Montague), Sterling Sulieman (Principe Escalus), Ebonée Noel (Livia), Zuleikha Robinson (Giuliana Capuleti), Anthony Head (Silvestro Capuleti). 